# Carl Hensler
Carl Hensler (4 novembre 1898-22 novembre 1984) est un prêtre catholique américain du diocèse de Pittsburgh, connu pour son implication sociale.

## Biographie
Carl Hensler naît dans une famille de sept enfants dont une sœur deviendra religieuse. Le père de famille est mineur ; les parents meurent jeunes et Carl Hensler s'occupe de ses frères et sœurs orphelins. Il suit sa formation au Saint Vincent Seminary de Latrobe, en Pennsylvanie, puis au Collège pontifical nord-américain de Rome où il est ordonné en 1924. C'est un disciple de John Ryan qui s'est battu pour la mise en place d'un salaire minimum garanti. Après une nomination à Braddock en Pennsylvanie, il part pour la Chine afin d'aider à l'établissement de l'université catholique de Pékin. Il retourne aux États-Unis en 1934 en tant que vicaire de la paroisse Saint-Laurent de Pittsburgh et fonde avec deux amis prêtres, Charles Rice et Barry O'Toole, la Catholic Radical Alliance qui participe au mouvement ouvrier de Pittsburgh. Il déclare : « Une société dans laquelle soixante pour cent des Américains ne gagnent pas assez pour couvrir leurs dépenses de santé ou celles de la décence minimum doit être reconstruite. »
Carl Hensler meurt en novembre 1984.

## Sources
- Archives du diocèse de Pittsburgh, Record Group 22, subgroup 01I